# Sulfuro de aluminio
El sulfuro de aluminio es un compuesto químico  con la fórmula Al²S³. Es una especie incolora que tiene diversas formas estructurales. El material es sensible a la humedad y se hidroliza para dar hidróxidos y óxidos hidratados de aluminio. Este proceso puede empezar cuando se expone el compuesto a la atmósfera. La reacción de hidrólisis genera sulfuro de hidrógeno gaseoso (H2S).

## Estructura cristalina
Se conocen más de seis formas cristalinas del sulfuro de aluminio pero solo algunas se listan abajo. La mayoría de ellas son bastante similares, basadas en estructuras tipo wurtzita, y difieren en el arreglo de las vacantes en la red, las cuales forman subredes ordenadas o desordenadas.
| Forma | Simetría   | grupo espacial | a (A) | c (A)  | ρ (g/ cm³) |
| ----- | ---------- | -------------- | ----- | ------ | ---------- |
| α     | Hexagonal  |                | 6.423 | 17.83  | 2.32       |
| β     | Hexagonal  | P63mc          | 3.579 | 5.829  | 2.495      |
| γ     | Trigonal   |                | 6.47  | 17.26  | 2.36       |
| δ     | Tetragonal | I41/amd        | 7.026 | 29.819 | 2.71       |

Las fases β y γ se obtienen por el recocido de la fase más estable (α-Al2S3) a altas temperaturas. Bajo una presión de  2 a 65 kbar se obtiene la fase  δ, en la cual las vacantes se ordenan formando una superred con simetría tetragonal.
A diferencia del  Al2O3, en el que el Al(III) ocupa los huecos octaédricos la estructura más expandida del Al2S3 permite que el Al(III) ocupe un tercio de los huecos tetraédricos de la red hexagonal compacta formada por los iones de azufre. A temperaturas más altas, los iones Al(III) se sutúan de forma aleatoria para dar lugar a una estructura "wurtzita" con defectos.  A temperaturas más altas se estabiliza la forma γ-Al2S3, con una estructura semejante al γ-Al2O3.
No se conocen derivados moleculares del Al2S3. Se conocen las fases similares con selenio y teluro en vez de azufre (Al2Se3 y Al2Te3).

## Preparación
El sulfuro de aluminio se prepara fácilmente por reacción directa de los elementos a alta temperatura
2 Al + 3 S → Al2S3
Esta reacción es extremadamente exotérmica y no es necesario calentar la mezcla. El producto es un fundido que alcanza los 1100 °C. El producto enfriado es muy duro.